# Pointe de Thivelet
La pointe de Thivelet (ou pointe de Thimelet[réf. nécessaire]) est une montagne du massif de la Chartreuse culminant à 1 231 m d'altitude et située sur la commune  de  Corbel en Savoie.

## Géographie
Le Thivelet représente l'extrémité méridionale du chaînon de l'Outheran. Sa crête rocheuse est formée par les calcaires du Fontanil du flanc occidental de l'anticlinal médian, affecté par le chevauchement de la Chartreuse médiane.
Le sommet sud du Thivelet, la pointe de Thivelet (1 231 m) est un éperon rocheux surplombant le village de Corbel.

## Protection environnementale
Le Thivelet, comme l'ensemble de la commune de Corbel, fait partie du parc naturel régional de Chartreuse et de la zone naturelle d'intérêt écologique, faunistique et floristique de type II du massif de la Chartreuse.